# Чемерне
ЧЕмерне — селище в Україні, у Сарненській міській громаді Сарненського району Рівненської області. Населення становить 866 осіб.

## Походження назви
На початку XX століття розпочалося будівництво залізниці Сарни-Ковель. Теперішня станція «Тутовичі» мала будуватися в центрі нинішнього села Чемерне, напроти контори торфопідприємства. Тому поліський пан вирішив збудувати собі біля станції дім. Було в цій місцині кілька хатин під соломою. Через те, що панська світлиця мурувалася із каменю та цегли, це місце люди називали «Мурованка». А залізничний міст через магістральну канаву, яка осушувала болота, будував Чемернянський. Люди з навколишніх сіл, які працювали на будівництві моста та осушенні боліт, казали, що йдуть на роботу до Чемернянського. Згодом назва «Мурованка» відпала і торфородовище стали називати «Чемернянське», а село «Чемерне». Є й інша версія походження назви села від назви однойменної рослини — чемерник, рід багаторічних, трав'янистих рослин родини жовтецевих. Рослина отруйна, але з неї виготовляють ліки, що призначають при серцево-судинній недостатності. Є ще лугова рослина чемериця.

## Археологія
На околицях сучасного Чемерного знайшли археологічні пам'ятки Стажимжовської культури — кінця енеоліту та бронзової доби (ІІ-е початок І-го тис. до нашої ери).

## Історія
Село засновано 1945 року, належить до Тутовицької сільської ради. Площа становить 0,718 км², густота населення 1206,13 осіб/к, населення становить близько 1000 осіб. Йшов 1945 рік. На заході ще гриміла війна, як розпочалася робота з відбудови торфопідприємства в Чемерному. Ось що писала тодішня «районка»: «Колектив робітників торфорозробки сумлінно взявся на відродження виробництва. Вчасно проведені підготовчі роботи дали можливість у перший день добитися високої продуктивності праці. За день було нарізано 12 тис. торфоцеглин. Якість товару хороша». Видобуток палива, в якому відчували в повоєнні часи гостру потребу заводи, фабрики, населення, зростав. У 1946 р. видобули 3800 тонн торфу, а в 1950 р. — 54948 тонн. На території Чемернянського торфовища розміщені родовища торфу потужністю шарів 1,5-2,5 метра.
Село було електрифіковане у 1948 р.
З роками з'явилась техніка, розвивалось підприємство, а з ним зростав добробут жителів. У 1952 р. у селі звели школу. У колишній конторі торфопідприємства, яку передали навчальному закладу, облаштували методичний кабінет, шкільну бібліотеку, спортивну кімнату.
Місцева бібліотека була побудована 1 жовтня 1956 року. Це була профспілкова бібліотека. Основним керівником бібліотеки був торфком, який виділяв кошти на придбання літератури.
У недалекому минулому про торфове підприємство «Чемернеторф» знали за межами області, тому що воно забезпечувало потреби населення, підприємства, організації та установи якісним паливним торфом, а колгоспні лани — торфомінеральними добривами. Нині ж виробництво занепало, а підприємство збанкрутувало.
У Чемерному також є клуб, де діє спортивна кімната де можна пограти у теніс, шахи, доміно, позайматися на тренажерах. У Чемерному є поштове відділення, ФАП, будинок молитви та магазини.
Відповідно до Розпорядження Кабінету Міністрів України від 12 червня 2020 року № 722-р «Про визначення адміністративних центрів та затвердження територій територіальних громад Рівненської області» увійшло до складу Сарненської міської громади.

## Населення
За переписом населення 2001 року в селі мешкали 852 особи. 99,88 % населення вказали рідною мовою українську.